# Terrain Fleury
Terrain Fleury est un lieu-dit de l'île de La Réunion, département et région d'outre-mer français dans le sud-ouest de l'océan Indien. Il constitue un quartier de la commune du Tampon.

## Santé
Un EHPAD de 83 places "les villas terrain fleury" géré par la fondation du Père Favron a ouvert ses portes en 2022.